# Krok od domu
Krok od domu (org. Close to home) – amerykański serial kryminalny, którego twórcą jest Jim Leonard.
Emisja w Polsce (TVN):
- Seria I
  - Odcinki 1-11 – 19 grudnia 2006 – 6 marca 2007
  - Odcinki 12-22 – 2 lipca 2007 – 6 września 2007
- Seria II
  - Odcinki 1-8 – 7 stycznia 2008 – 25 lutego 2008
  - Odcinki 9-18 – 23 czerwca 2008 – 25 sierpnia 2008
  - Odcinki 19-22 – 2 grudnia 2008 – 23 grudnia 2008

## Fabuła
Fabuła krąży wokół Annabeth Chase, prokurator, funkcjonariusz publiczny z hrabstwa Marion w Indianie, USA

## Obsada
- Jennifer Finnigan – Annabeth Chase
- Kimberly Elise – Maureen Scofield
- Jon Seda – Ray Blackwell
- Cress Williams – Detective Ed Williams
- David James Elliott – James Conlon
- John Carroll Lynch – Steve Sharpe
- Christian Kane – Jack Chase